# مارتین اسمیت (شناگر)
مارتین اسمیت (به انگلیسی: Martin Smith) (زادهٔ ۱۰ ژانویهٔ ۱۹۵۸) شناگر اهل بریتانیا است.